# Parhylophila celsiana
Parhylophila celsiana är en fjärilsart som beskrevs av Otto Staudinger 1887. Parhylophila celsiana ingår i släktet Parhylophila och familjen trågspinnare. Inga underarter finns listade i Catalogue of Life.